# New York Cosmos 1976
Questa voce raccoglie le informazioni riguardanti i New York Cosmos nelle competizioni ufficiali della stagione 1976.

## Rosa
| N. |                             | Ruolo | Calciatore        |
| -- | --------------------------- | ----- | ----------------- |
| 1  | Stati Uniti (bandiera)      | P     | Kurt Kuykendall   |
| 1  | Stati Uniti (bandiera)      | P     | Shep Messing      |
| 1  | Stati Uniti (bandiera)      | P     | Bob Rigby         |
| 2  | Stati Uniti (bandiera)      | D     | Barry Mahy        |
| 3  | Scozia (bandiera)           | D     | Brian Rowan       |
| 4  | Stati Uniti (bandiera)      | D     | Werner Roth       |
| 5  | Inghilterra (bandiera)      | D     | Keith Eddy        |
| 6  | Irlanda del Nord (bandiera) | C     | Dave Clements     |
| 7  | Inghilterra (bandiera)      | C     | Tony Field        |
| 8  | Inghilterra (bandiera)      | C     | Terry Garbett     |
| 9  | Inghilterra (bandiera)      | A     | Tommy Ord         |
| 9  | Italia (bandiera)           | A     | Giorgio Chinaglia |

| N. |                        | Ruolo | Calciatore       |
| -- | ---------------------- | ----- | ---------------- |
| 10 | Brasile (bandiera)     | A     | Pelé             |
| 11 | Brasile (bandiera)     | A     | Jorge Siega      |
| 12 | Stati Uniti (bandiera) | D     | Bob Smith        |
| 14 | Brasile (bandiera)     | C     | Nelsi Morais     |
| 15 | Perù (bandiera)        | C     | Ramón Mifflin    |
| 16 | Jugoslavia (bandiera)  | C     | Tony Donlić      |
| 17 | Scozia (bandiera)      | D     | Charlie Aitken   |
| 18 | Inghilterra (bandiera) | C     | Brian Tinnion    |
| 19 | Scozia (bandiera)      | D     | Charlie Mitchell |
| 20 | Inghilterra (bandiera) | D     | Mike Dillon      |
| 22 | Stati Uniti (bandiera) | C     | John Russo       |
| 22 | Canada (bandiera)      | D     | Bruce Twamley    |

## Statistiche

### Statistiche di squadra
| Competizione | Punti | Totale | Totale | Totale | Totale | Totale | ‰ |
| Competizione | Punti | G      | V      | P      | Gf     | Gs     | ‰ |
| ------------ | ----- | ------ | ------ | ------ | ------ | ------ | - |
| NASL         | -     | 28     | 17     | 9      | 68     | 37     | - |